# Plesiophrictus linteatus
Plesiophrictus linteatus é uma espécie de aranha pertencente à família Theraphosidae (tarântulas).